# Glyphodes bilunalis
Glyphodes bilunalis là một loài bướm đêm trong họ Crambidae.